# 일차 함수

일차 함수 그래프의 예시

수학에서 일차 함수(一次函數, 영어: linear function)는 최고 차항의 차수가 1인 다항 함수이다. 즉, 그래프가 직선인 함수이다. 정비례 함수(正比例函數 영어: directly proportional function)는 일차 함수에 상수항이 0이라는 조건을 추가한 특수한 경우이다. 즉, 그래프가 원점을 지나는 직선인 함수이다. 단, 계수는 실수여야 한다.

## 정의
일차 함수는 정의역과 공역이 실수의 집합인, 다음과 같은 꼴의 함수이다.
{\displaystyle f(x)=ax+b}
여기서 {\displaystyle a}와 {\displaystyle b}는 임의의 실수이다. 정비례 함수는 다음과 같은 꼴의 특수한 일차 함수이다.
{\displaystyle f(x)=ax}
여기서 {\displaystyle a}는 임의의 실수이다. (정비례 함수는 x의 증가에 따라 y도 증가하는 그래프이다.)

## 성질
일차 함수 {\displaystyle f(x)=ax+b}의 데카르트 좌표계에서의 그래프는 수직이 아닌 직선이다. 특히, 정비례 함수 {\displaystyle f(x)=ax}의 그래프는 원점을 지나는 수직이 아닌 직선이다.

### 기울기
일차 함수 {\displaystyle f(x)=ax+b}의 기울기는 {\displaystyle x} 왼쪽에 붙은 상수 {\displaystyle a}를 뜻하며, 이를 구하는 공식은 여러 가지가 있다. 먼저, 일차 함수의 그래프 위의 두 점 {\displaystyle (x_{1},f(x_{1}))} 및 {\displaystyle (x_{2},f(x_{2}))}를 취했을 때, 기울기는 독립 변수의 값과 종속 변수의 값의 변화량의 비와 같다. 또한, 그래프와 만날 때까지 양의 {\displaystyle x}축을 반대 시계 방향으로 회전해야 하는 각도를 {\displaystyle \theta }라고 할 때, {\displaystyle a}는 이 각도의 탄젠트와 같다. 사실, {\displaystyle a}는 {\displaystyle f}의 미분이기도 하다.
{\displaystyle a={\frac {f(x_{2})-f(x_{1})}{x_{2}-x_{1}}}=\tan \theta =f'(x)}
일차 함수 {\displaystyle f(x)=ax+b}에 대하여, 다음 조건들이 서로 동치이다. 즉, 이들 조건 중 어떤 하나가 성립한다면, 나머지 조건들 역시 성립하며, 어떤 하나가 성립하지 않는다면, 나머지 역시 성립하지 않는다.
- {\displaystyle a\neq 0}
- {\displaystyle f(x)}는 일차 다항식이다.
- {\displaystyle f(x)}의 그래프는 수평선이 아니다.
- {\displaystyle f(x)}는 강한 단조 함수이다.
- {\displaystyle f(x)}는 전단사 함수이다.

### 영점
일차 함수 {\displaystyle f(x)=ax+b}의 영점은 일차 방정식 {\displaystyle f(x)=0}의 해와 같다. 즉, 그래프가 {\displaystyle x}축과 만나는 점의 좌표이다.
- {\displaystyle a\neq 0}일 경우, {\displaystyle f(x)}의 영점은 {\displaystyle -b/a}가 유일하다. 즉, {\displaystyle f(x)}의 그래프는 {\displaystyle x}축과 유일한 교점 {\displaystyle (-b/a,0)}을 갖는다.
- {\displaystyle a=0\neq b}일 경우, {\displaystyle f(x)}의 영점은 존재하지 않는다. 이 경우 {\displaystyle f(x)}의 그래프는 수평선이며, {\displaystyle x}축과 거리 {\displaystyle b}만큼 떨어져 있다.
- {\displaystyle a=0=b}일 경우, 모든 실수가 {\displaystyle f(x)}의 영점이다. 즉, {\displaystyle f(x)}의 그래프는 {\displaystyle x}축과 겹쳐진다.

일차 함수 {\displaystyle f(x)=ax+b}의 0에서의 함숫값은 {\displaystyle f(0)=b}이다. 이는 {\displaystyle f(x)}의 그래프가 {\displaystyle y}축과 만나는 점의 좌표와 같다.

### 단조성
일차 함수 {\displaystyle f(x)=ax+b}는 항상 단조 함수이다. {\displaystyle a>0}이면 강한 증가 함수, {\displaystyle a<0}이면 강한 감소 함수, {\displaystyle a=0}이면 상수 함수이다.

### 아핀성과 선형성
함수 {\displaystyle f\colon \mathbb {R} \to \mathbb {R} }에 대하여, 다음 세 조건이 서로 동치이다.
- 임의의 {\displaystyle x,y,t\in \mathbb {R} }에 대하여, {\displaystyle f(tx+(1-t)y)=tf(x)+(1-t)f(y)}
- 임의의 도함수 {\displaystyle g\colon \mathbb {R} \to \mathbb {R} }에 대하여, {\displaystyle f\circ g} 역시 도함수이다.
- {\displaystyle f}는 일차 함수이다.

함수 {\displaystyle f\colon \mathbb {R} \to \mathbb {R} }에 대하여, 다음 두 조건이 서로 동치이다.
- 임의의 {\displaystyle x,y,c\in \mathbb {R} }에 대하여, {\displaystyle f(cx+y)=cf(x)+f(y)}
- {\displaystyle f}는 정비례 함수이다.

이에 따라, 일차 함수는 실수 집합 위의 유일한 유형의 아핀 변환이며, 정비례 함수는 실수 집합 위의 유일한 유형의 선형 변환이다.

## 같이 보기
- 등차수열
- 비례
- 이차 함수